# Karl av Baden
Karl av Baden, född 8 juni 1786 i Karlsruhe, död 8 december 1818 i Rastatt, var regerande storhertig av Baden 1811–1818.

## Biografi
Karl av Baden var son till Karl Ludvig av Baden och Amalia av Hessen-Darmstadt, och tillhörde därmed furstehuset Zähringen. Hans syster var den svenska drottningen Fredrika.
Eftersom han inte hade några manliga arvingar vid sin död efterträddes han som storhertig av sin farbror Ludvig I av Baden.

## Familj
Karl av Baden gifte sig 8 april 1806 i Paris med Stéphanie de Beauharnais (född 28 augusti 1789, död 29 januari 1860). Hon var kusinbarn till Alexandre de Beauharnais och adoptivdotter till kejsar Napoleon I.
Barn:
1. Luise av Baden (1811–1854), gift 9 december 1830 med sin kusin Gustav Gustavsson av Wasa.
2. namnlös son (född och död 1812)
3. Josephine av Baden (1813–1900) , gift med Karl Anton av Hohenzollern-Sigmaringen.
4. Alexander av Baden (1816–1817)
5. Marie av Baden (1817–1888) , gift med William Douglas-Hamilton, 11:e hertig av Hamilton.